# Landkreis Straßburg
| Basisdaten                     | Basisdaten                  |
| ------------------------------ | --------------------------- |
| Bundesstaat                    | Reichsland Elsaß-Lothringen |
| Bezirk                         | Unterelsaß                  |
| Verwaltungssitz                | Straßburg                   |
| Fläche                         | 564 km² (1910)              |
| Einwohner                      | 97.795 (1910)               |
| Bevölkerungsdichte             | 173 Einw./km² (1910)        |
| Gemeinden                      | 102 (1910)                  |
| Lage des Landkreises Straßburg |                             |
|                                |                             |

Der Landkreis Straßburg war von 1871 bis 1920 ein deutscher Landkreis im Bezirk Unterelsaß des Reichslandes Elsaß-Lothringen. Das Gebiet des Kreises liegt heute im Wesentlichen im Arrondissement Strasbourg des französischen Départements Bas-Rhin.

## Geschichte
Nachdem Elsaß-Lothringen durch den Frankfurter Friedensvertrag an das Deutsche Reich gefallen war, wurde 1871 aus dem bis dahin französischen Arrondissement Strasbourg der Landkreis Straßburg gebildet. Die Stadt Straßburg blieb kreisfrei. Nach dem Ende des Ersten Weltkrieges wurde der Kreis 1918 von Frankreich besetzt, kam am 17. Oktober 1919 unter französische Verwaltung und gehörte mit dem Inkrafttreten des Versailler Vertrages am 10. Januar 1920 wieder als Arrondissement Strasbourg-Campagne dem französischen Staat an. Im Zweiten Weltkrieg stand Elsaß-Lothringen von 1940 bis 1944 unter deutscher Besatzung. Während dieser Zeit bildete das Gebiet des Arrondissements Strasbourg-Campagne den Landkreis Straßburg. Der Kreis wurde nicht im völkerrechtlichen Sinne annektiert, sondern war dem Gauleiter für den Gau Baden in Karlsruhe unterstellt. Zwischen November 1944 und Februar 1945 wurde das Kreisgebiet durch alliierte Streitkräfte zurückerobert und an Frankreich zurückgegeben.

## Einwohnerentwicklung
| Einwohner           | 1871   | 1890   | 1900   | 1910   |
| ------------------- | ------ | ------ | ------ | ------ |
| Landkreis Straßburg | 75.004 | 82.096 | 87.853 | 97.795 |

Gemeinden mit mehr als 2000 Einwohnern (Stand 1910):
| Bischheim    | 9.865  |
| Brumath      | 5.542  |
| Eckbolsheim  | 2.318  |
| Gambsheim    | 2.069  |
| Hochfelden   | 2.746  |
| Hönheim      | 2.554  |
| Hördt        | 2.942  |
| Schiltigheim | 16.761 |
| Wanzenau     | 2.570  |
| Weyersheim   | 2.081  |

## Politik

### Kreisdirektor
1871–188100 Carl Hasse
1881–190100Ernst zu Solms-Laubach
1901–190300Friedrich Curtius (1851–1933)
1903–191200Karl von Gemmingen-Hornberg (1857–1935)
1912–191800Alexander von der Goltz

### Landesausschuss
1879 bis 1911 wählte der Kreis jeweils einen Vertreter in den Landesausschuss des Reichslandes Elsaß-Lothringen. Dies waren
1879–189400Jean North (1828–1894)
1894–190300Auguste Bostetter
1903–190600Karl Hauss (1871–1925)
1906–191100Georges Wolf

### Landkommissar
1940–999900Emil Petri (kommissarisch)

### Landräte
1940–194400Emil Petri

## Gemeinden
Im Jahre 1910 umfasste der Landkreis Straßburg 102 Gemeinden:
| - Achenheim - Alteckendorf - Avenheim - Behlenheim - Bernolsheim - Berstett - Bietlenheim - Bilwisheim - Bischheim - Bossendorf - Breuschwickersheim - Brumath - Dingsheim - Donnenheim - Dossenheim - Dunzenheim - Dürningen - Eckbolsheim - Eckwersheim - Ettendorf - Fessenheim - Friedolsheim - Fürdenheim - Gambsheim - Geisweiler - Geudertheim | - Gimbrett - Gingsheim - Grassendorf - Gries - Griesheim - Gugenheim - Handschuheim - Hangenbieten - Hochfelden - Hohatzenheim - Hohfrankenheim - Hönheim - Hördt - Hürtigheim - Ingenheim - Issenhausen - Ittenheim - Ittlenheim - Kienheim - Kilstett - Kleinfrankenheim - Kolbsheim - Krautweiler - Kriegsheim - Kurzenhausen - Küttolsheim | - Lampertheim - Lixhausen - Melsheim - Minversheim - Mittelhausbergen - Mittelhausen - Mittelschäffolsheim - Mommenheim - Mundolsheim - Mutzenhausen - Neugartheim - Niederhausbergen - Oberhausbergen - Oberschäffolsheim - Offenheim - Olwisheim - Osthofen - Pfettisheim - Pfulgriesheim - Quatzenheim - Reichstett - Reitweiler - Ringeldorf - Ringendorf - Rohr - Rottelsheim | - Rumersheim - Sässolsheim - Schaffhausen - Scherlenheim - Schiltigheim - Schnersheim - Schwindratzheim - Stützheim - Suffelweyersheim - Truchtersheim - Vendenheim - Waltenheim - Wanzenau - Weyersheim - Wickersheim - Willgottheim - Wilshausen - Wilwisheim - Wingersheim - Winzenheim - Wiwersheim - Wolfisheim - Wöllenheim - Zöbersdorf |